# گرد قلرخ
گِردِ قَلرَخ (انگلیسی: Gird-î Qalrakh) (به کردی: گـێڕدی قلرخ به معنی تپهٔ [روستای] قلرخ) یک تل یا تپهٔ استقراری باستان‌شناسی در منطقه شهرزور در کردستان عراق است. بنابر گزارش باستان‌شناسان، این محوطه باستانی مساحتی حدود ۳ هکتار دارد، اما نتایج بررسی‌های ژئومغناطیسی، وسعت آن را حدود ۱۵ هکتار نشان داده‌اند. با ارتفاعی معادل ۲۶ متر، گرد قلرخ یکی از بلندترین تپه‌های دشت شهرزور توصیف شده است.
کاوش باستان‌شناسی در این محل در سال‌های ۲۰۱۶، ۲۰۱۷ و ۲۰۱۹ توسط تیمی از دانشگاه گوته فرانکفورت انجام شد. این پژوهش‌ها نشان داد که این مکان تقریباً به‌طور پیوسته از هزاره سوم پیش از میلاد تا دوره اسلامی مسکونی بوده است. از کشفیات مهم می‌توان به دیوار سنگی مستحکمی از دوره آشوری نو و یک جولایی (کارگاه بافندگی) به‌خوبی حفظ‌شده از دوره ساسانی اشاره کرد. این یافته‌ها، همراه با کشف شمار زیادی مهر، نشان می‌دهد که تولید پارچه ممکن است در دورهٔ یادشده در گرد قلرخ اهمیت داشته باشد.

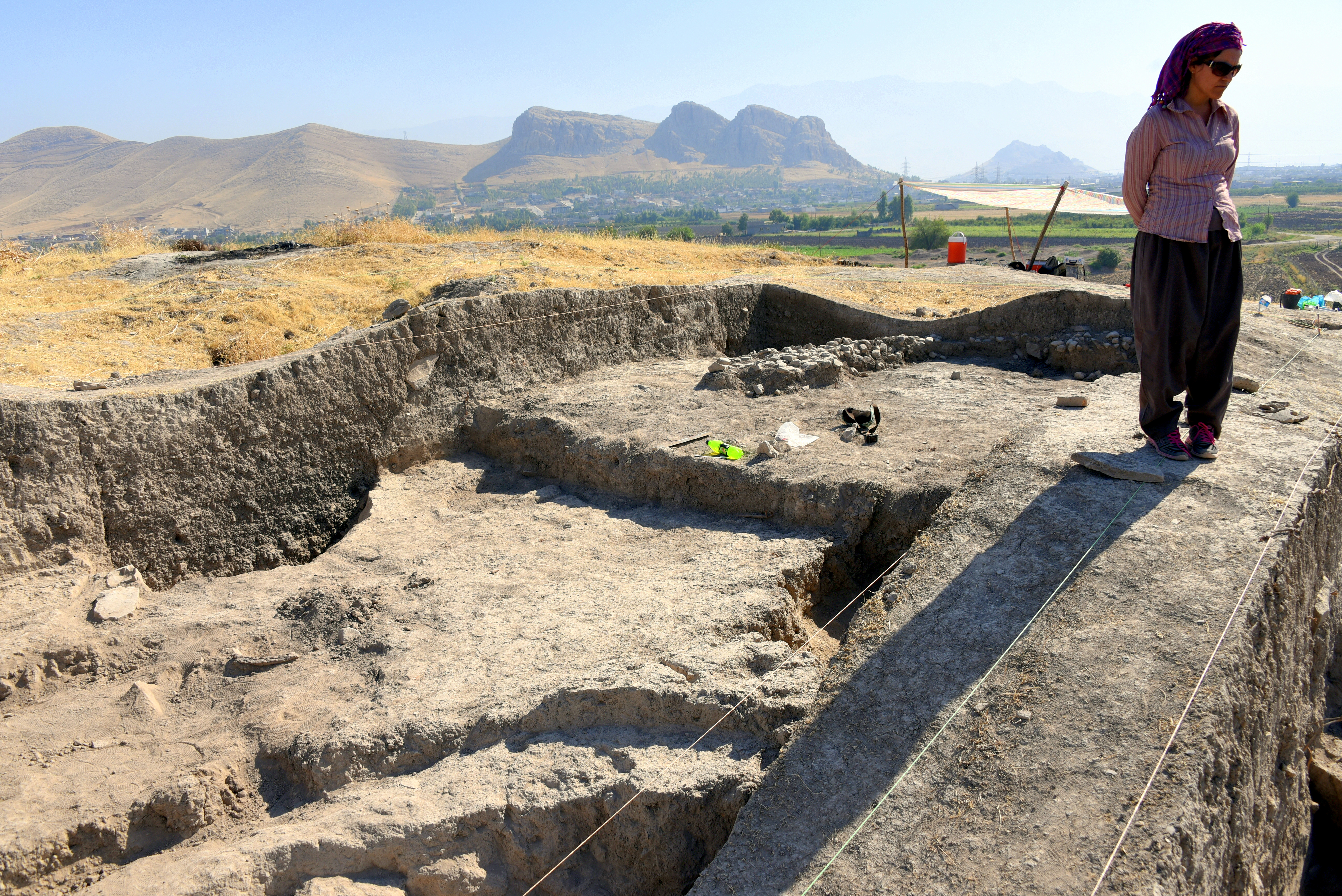
کاوش در گرد قلرخ
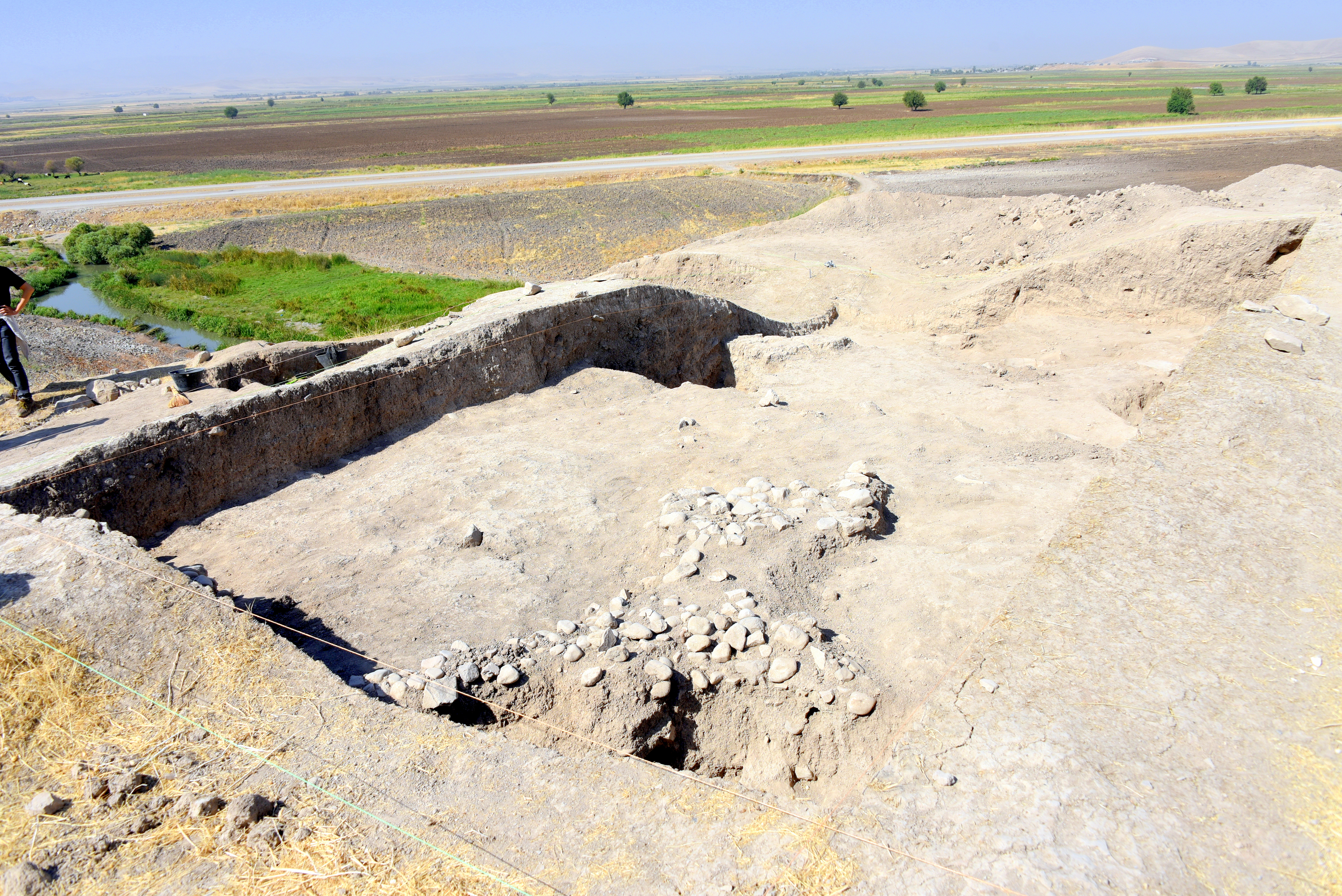
کاوش در گرد قلرخ؛ دشت شهرزور در پس‌زمینه دیده می‌شود
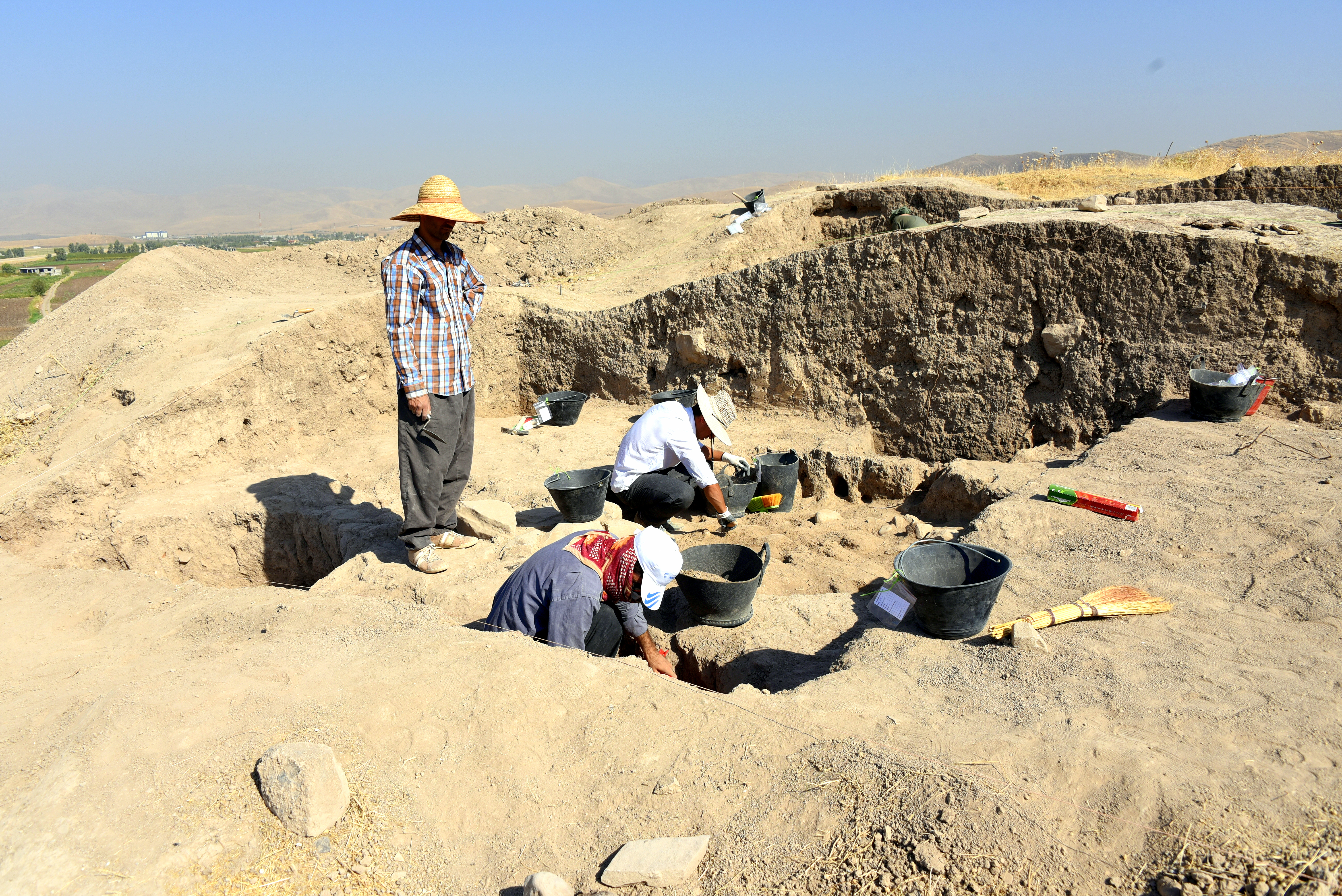
کاوش در گرد قلرخ